# Брохув-Кольонія
Брохув-Кольонія (пол. Brochów-Kolonia) — село в Польщі, у гміні Брохув Сохачевського повіту Мазовецького воєводства.
Населення — 164 особи (2011).
У 1975-1998 роках село належало до Варшавського воєводства.

## Демографія
Демографічна структура станом на 31 березня 2011 року:
|          | Загалом | Допрацездатний вік | Працездатний вік | Постпрацездатний вік |
| -------- | ------- | ------------------ | ---------------- | -------------------- |
| Чоловіки | 87      | 23                 | 55               | 9                    |
| Жінки    | 77      | 10                 | 48               | 19                   |
| Разом    | 164     | 33                 | 103              | 28                   |